# Bast (staroegipatska mitologija)
U egipatskoj mitologiji, Bast (Bastet, Baset, Ubasti ili Pasht) drevna je božica-mačka, štovana od Druge dinastije. Središte njenoga kuta bio je u Per-Bastu (grč. Bubastis), koji je imenovan njoj u čast. U početku smatralo ju se božicom zaštitnicom Donjeg Egipta, i prema tome prikazivana je kao razjarena lavica. I zbilja, njeno ime može se protumačiti kao "ženska proždiračica". Kao zaštitnica, smatralo ju se i čuvaricom faraona, i prema tome i čuvaricom najvišeg muškog božanstva, boga Ra, koji je poput nje bio solarno božanstvo, čime je dobila nadimke "Dama plamena" i "Raovo oko". Bast je u početku smatrana božicom Sunca, no kasnije su Grci promijenili njenu božansku ulogu u božicu Mjeseca. U grčkoj mitologiji, Bast je također poznata kao Aelurus.

## Bast kao mačka
Kasniji zapisi ponekad su je preimenovali u Bastet, varijaciju imena Bast koja je sadržavala dodatan sufiks uz postojeći, za koji se smatralo da je dodan radi naglašenog izgovora. No radi tumačenja njenog imena, koje je u ovom slučaju značilo (žena iz ćupa masti), Bast je postupno postala i božica parfema, i dobila nadimak "mirisne zaštitnice". Istovremeno, kada je Anubis postao bog balzamiranja, Bast je, kao božica masti, smatrana njegovom ženom, dok je vjerovanje da je Bastet Anubisova majka prekinuto godinama kasnije kada je Anubis postao Nefertitin sin.
Ovakvo nježnije karakteriziranje kao božice parfema, te uz ratne gubitke Donjeg Egipta protiv Gornjeg Egipta dovelo je do smanjenja tumačenja Bast kao bijesne i divlje božice. Radi toga, do Srednjeg kraljevstva prikazivana je u liku domaće mačke umjesto divlje lavice. Ipak, povremeno je prikazivana kako drži masku lavice, koja je navodila na prikrivenu divlju stranu. Zbog činjenice da se domaće mačke ponašaju zaštitnički i nježno prema svojim potomcima, Bast se također smatralo dobrom majkom, i često ju se prikazivalo u društvu mnoštva mačića. Nadalje, žena koja je željela djecu ponekad je nosila privjesak koji je prikazivao božicu s mačićima (broj mačića na privjesku predstavljao je broj djece koji je žena priželjkivala). Zbog ogromne katastrofe koju su štetočine poput miševa i štakora činile zalihama hrane, i njihove sposobnosti da ubiju zmije, posebno kobre, mačke su u Egiptu smatrane uzvišenima, i ponekad im se davalo da nose nakit, ili da jedu iz jednakih tanjura poput njihovih vlasnika. Kako je Bast postala glavna božica i zaštitnica mačaka, u hram Per-Basta donosile su se mrtve (i mumificirane) mačke radi pokopa. Više od 300 000 mumificiranih mačaka pronađeno je u Per-Bastu tijekom iskapanja Bastinog hrama. Egipćani vjeruju kako, nakon što mačka ugine, obitelj mora "izložiti" tijelo izvan kuće kako bi joj odalo odgovarajuću počast. Kao mačja ili lavlja ratna božica, i zaštitnica zemlje, kada je tijekom Novog kraljevstva divlji lavlji bog Nubije Maahes postao dijelom egipatske mitologije, Bast se, u Donjem kraljevstvu, smatralo njegovom majkom. Usporedno tome, ratna lavlja božica Sekhmet smatrana je njegovom majkom u Gornjem kraljevstvu.

## Povezivanje s drugim božanstvima
Kao uzvišena majka i zaštitnica Donjeg Egipta, postala je povezana s Wadjet, također zaštitnicom Donjeg Egipta, i kasnije postala Wadjet-Bast, što je usporedno paru u Gornjem Egiptu, gdje su ujedinjene Nekbet i Sekhmet. Naposljetku, njen položaj zaštitnice Donjeg Egipta doveo je do identificiranja kao jedinstvene božice Mut, čiji se kult uzdignuo uz onaj Amona, te se kasnije upio u nje kao kult Mut-Wadjet-Bast. Ubrzo zatim, Mut je upila identitete para Sekhmet-Nekbet.Spajanje identiteta sličnih božica dovelo je do značajnije zbunjenosti, što je kasnije dovelo do ideje Grka i tumačenja Bast kao lunarne božice. I zbilja, došlo je do veće zbunjenosti u kasnijim generacijama, kada su se identiteti postepeno spajali, kao i kod Grka tijekom njihovog okupiranja, koji su je katkad nazivali Ailuros (grč. mačka), poistovjetivši Bast s grčkom božicom Artemidom, grčkom božicom Mjeseca. Radi prilagođavanja vlastitoj kozmologiji, Grci su Bast smatrali Horusovom sestrom, kojeg su poistovjetili s Apolonom (Artemidinim bratom) te, kasnije, kćerkom uzdižućih božanstava, Ozirisa i Izide.

## Vanjske poveznice
|  | Zajednički poslužitelj ima još gradiva o temi Bast |